# Тарченто
Тарченто (итал. Tarcento) — коммуна в Италии, располагается в регионе Фриули-Венеция-Джулия, в провинции Удине.
Население составляет 9114 человека (2008 г.), плотность населения составляет 260 чел./км². Занимает площадь 35 км². Почтовый индекс — 33017. Телефонный код — 0432.
Покровителем коммуны почитается святой апостол Пётр, празднование 29 июня.

## Демография
Динамика населения:

## Галерея

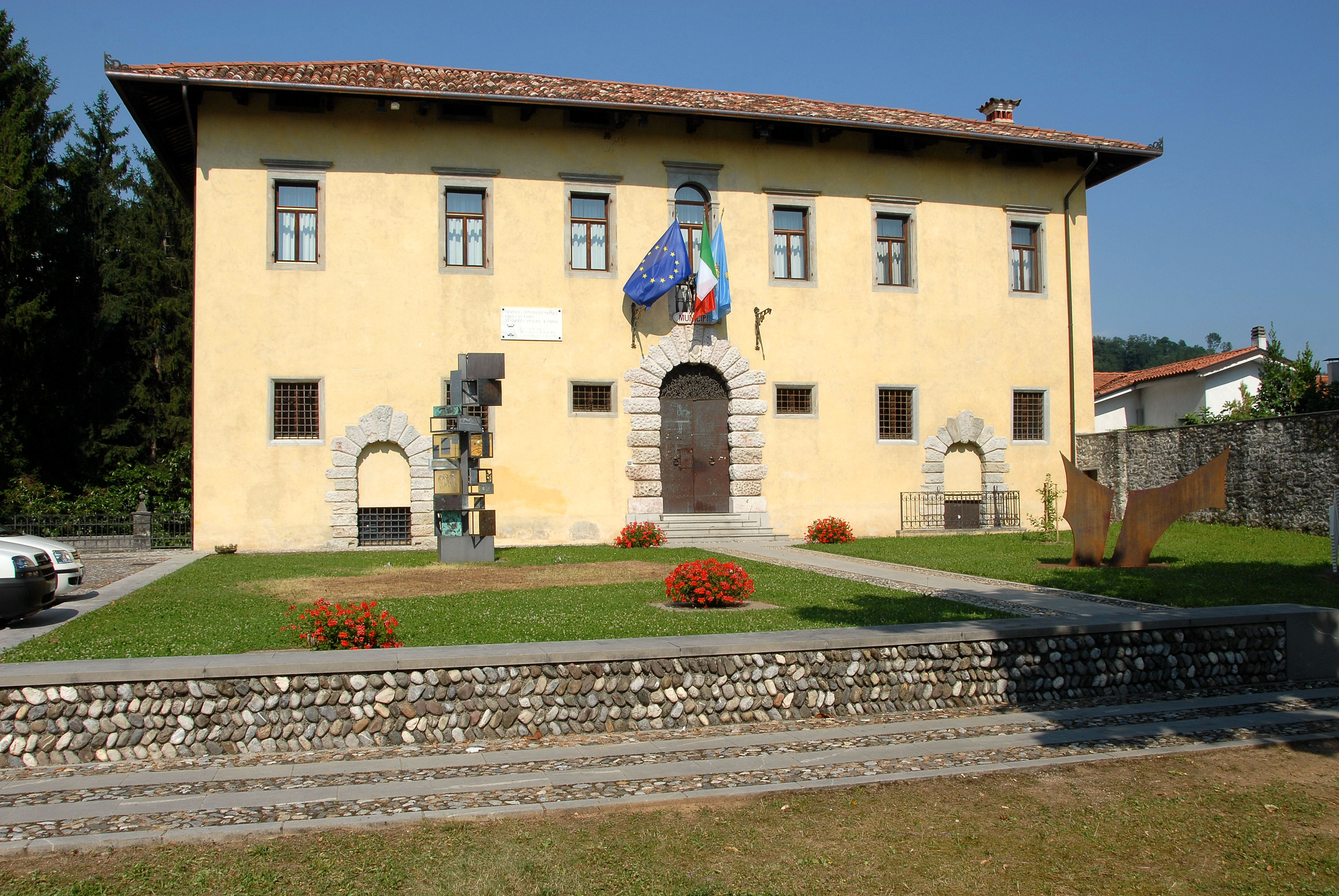
Palazzo Frangipane
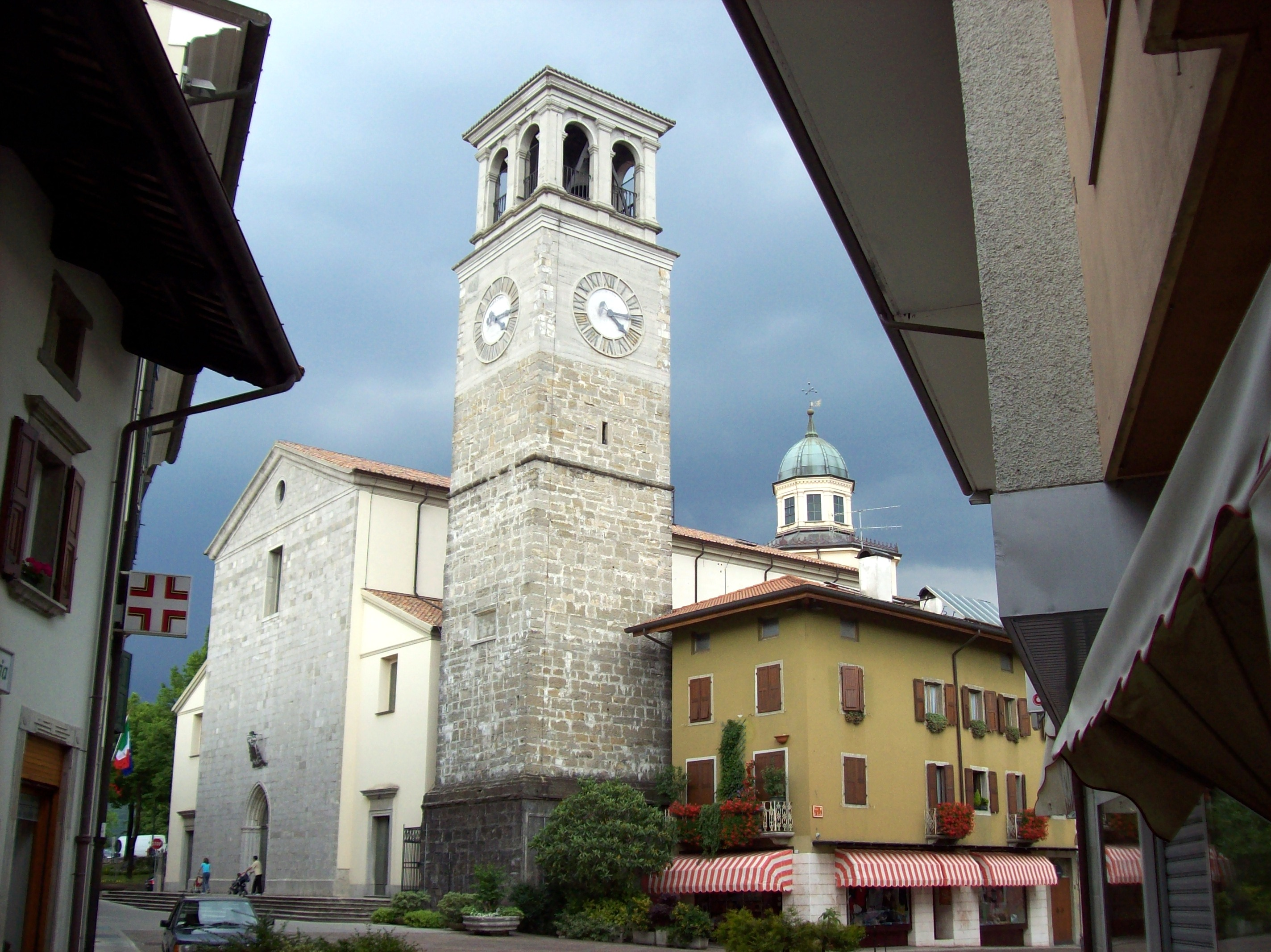
Pieve arcipretale di San Pietro
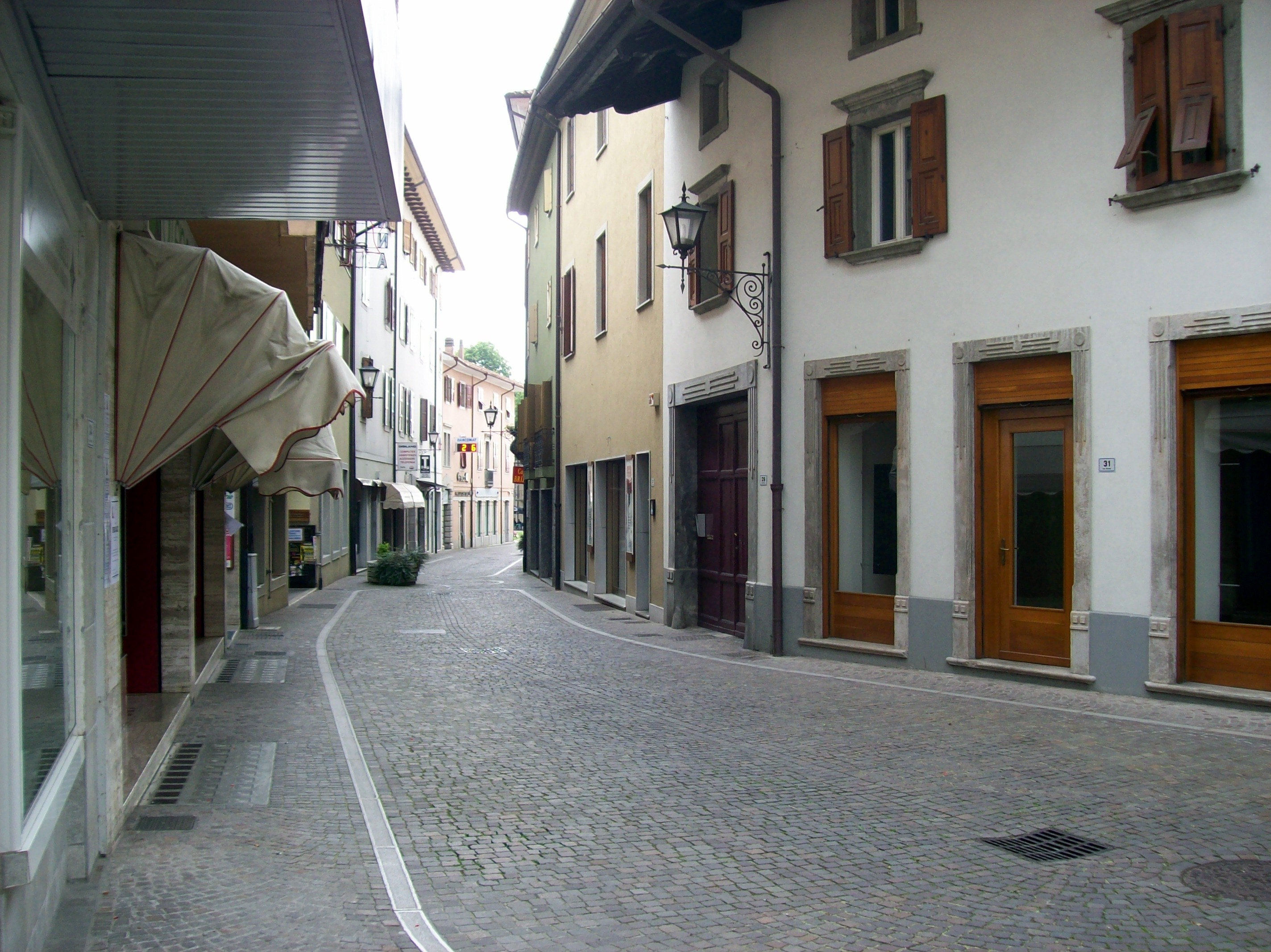
Scorcio della via Roma
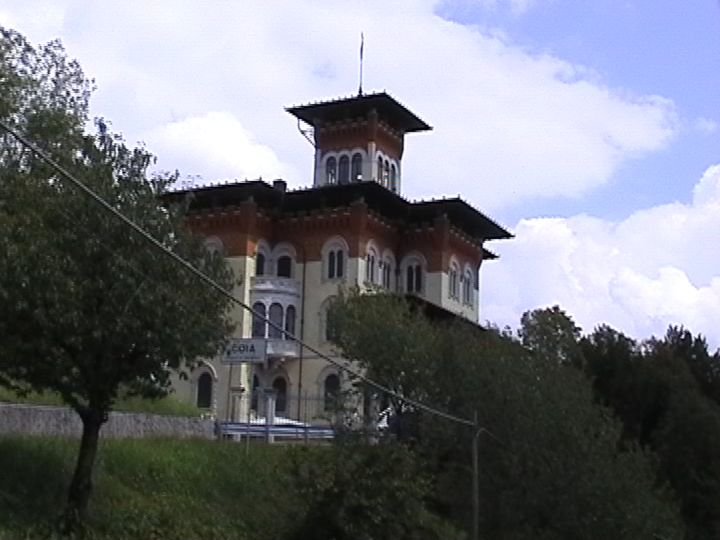
Villa Moretti
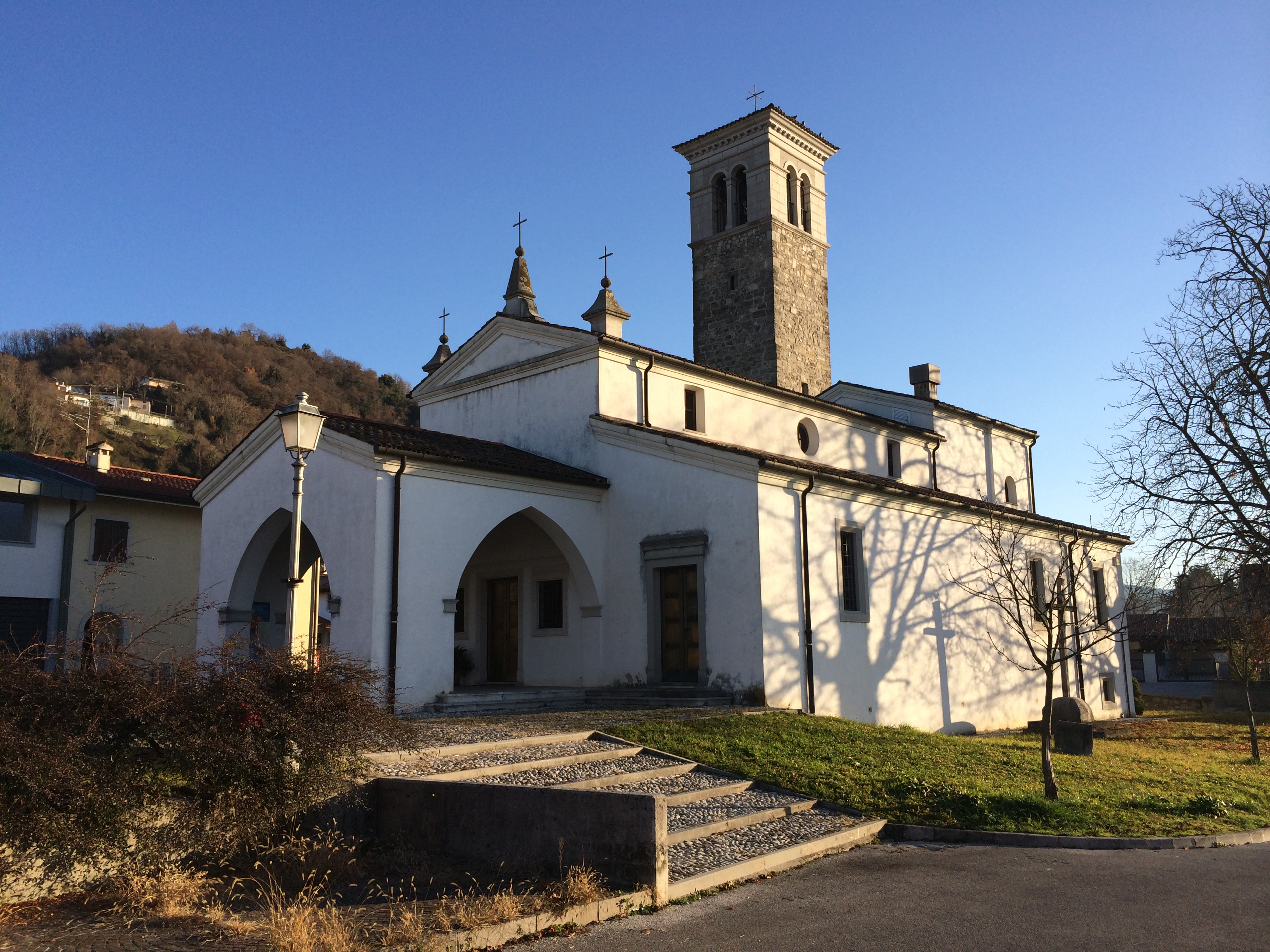
Храм Пресвятой Богородицы (Madonna del Giglio)

## Администрация коммуны
- Официальный сайт: https://web.archive.org/web/20060219041148/http://www.comune.tarcento.ud.it/